# Amity (Oregon)
Amity az Amerikai Egyesült Államok északnyugati részén, Oregon állam Yamhill megyéjében elhelyezkedő város. A 2020. évi népszámlálási adatok alapján 1757 lakosa van.

## Története
A települést 1848–1849-ben alapította a Wyatt testvérpár. Névadója az iskola, amelyet két, vitában álló csoport épített nézeteltérésük lezárásaként. Joseph Wyatt alapította az állam első gyapjúfeldolgozóját; 1868-tól pedig búzát exportált Angliába.
Amity 1880. október 19-én kapott városi rangot.

## Fordítás
- Ez a szócikk részben vagy egészben  az   Amity, Oregon című angol Wikipédia-szócikk ezen változatának fordításán alapul.  Az eredeti cikk szerkesztőit annak laptörténete sorolja fel. Ez a jelzés csupán a megfogalmazás eredetét és a szerzői jogokat jelzi, nem szolgál a cikkben szereplő információk forrásmegjelöléseként.